# 1775 en architecture
| Années de l'architecture : 1772 - 1773 - 1774 - 1775 - 1776 - 1777 - 1778    |
| Décennies de l'architecture : 1740 - 1750 - 1760 - 1770 - 1780 - 1790 - 1800 |

Cet article présente les faits marquants de l'année 1775 en architecture.

## Réalisations
- Reconstruction à Prague du Palais Kounický dans le style baroque tardif.

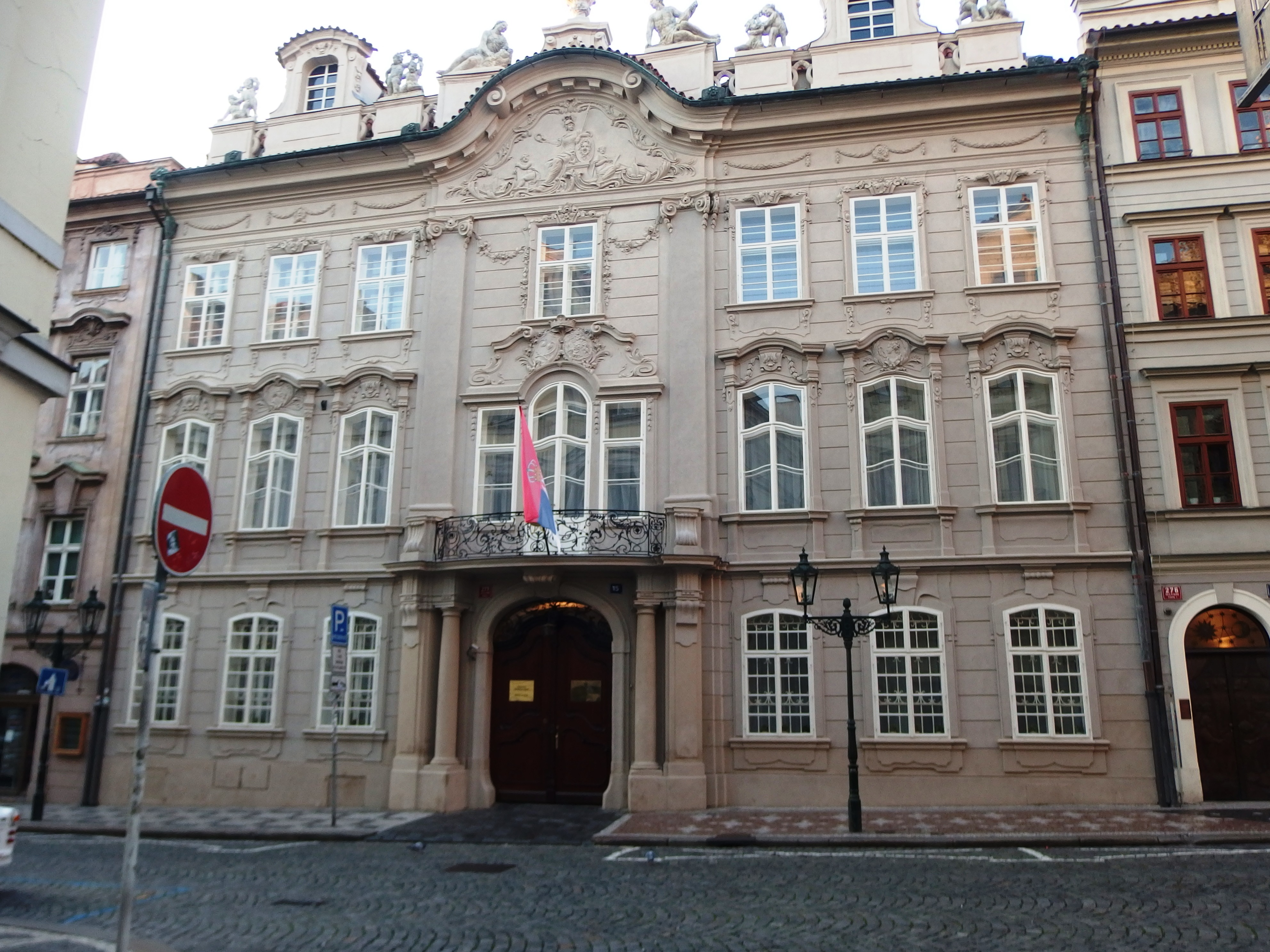
Le Palais Kounický en 2018.

## Événements
- 15 avril : la première pierre de la saline royale d'Arc-et-Senans est posée. Les plans de la future ville ont été exécutés par Claude-Nicolas Ledoux. Les travaux se poursuivront jusqu'en 1779.
- Denis Diderot : Plan d'une université.

## Récompenses
- Prix de Rome : Paul Guillaume Lemoine le Romain.

## Naissances
- 18 décembre : Carlo Rossi († 18 avril 1849).

## Décès
- x